# صاریغ لیدبیتر
صاریغ لیدبیتر (نام علمی: Gymnobelideus leadbeateri) کیسه‌داری از تیره بادپرکیسه‌داران است که بومی ویکتوریا در استرالیا است و در مناطق مرکزی و بلندارتفاع کوهی با جنگل‌های زبان‌گنجشک این ناحیه زندگی می‌کند. این صاریغ محدود به ناحیه‌ای کوچک در شمال شرق ملبورن است و به دلیل خطراتی که فعالیت‌های انسانی بر ادامه بقایش موجب شده‌اند، در سیاهه قرمز IUCN در حالت در معرض خطر گذاشته شده‌است.
این پستاندار با نام صاریغ پری نیز خوانده می‌شود.